# Schopfheim
Schopfheim es una ciudad en el distrito de Lörrach en Baden-Wurtemberg, Alemania. Tiene una superficie de 67,98 km² y una población de unos 19000 habitantes. Está ubicada en el valle del Wiese, a unos 25 km de Basilea, en las estribaciones de la Selva Negra meridional.

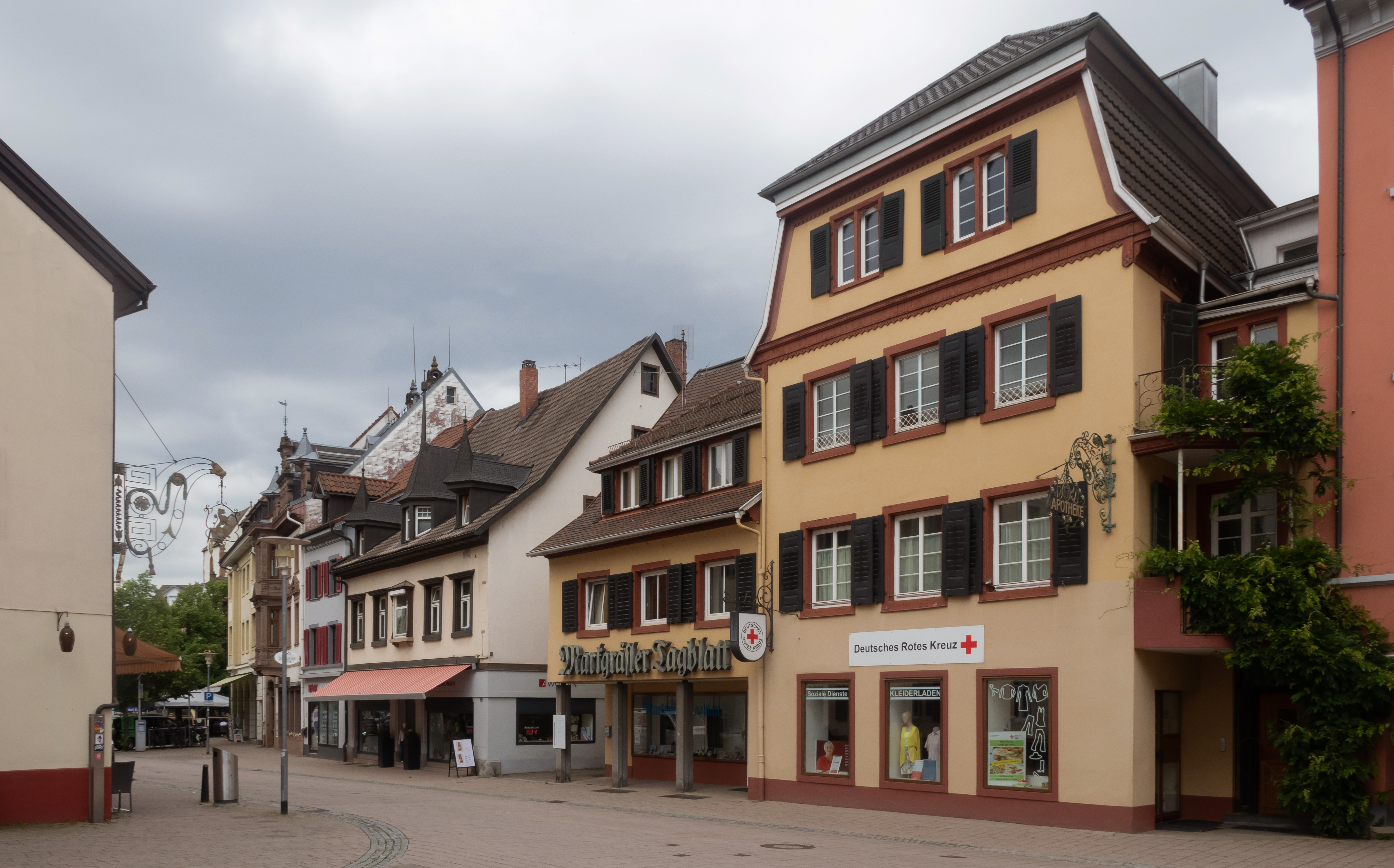
Vista de la calle: Hauptstrasse

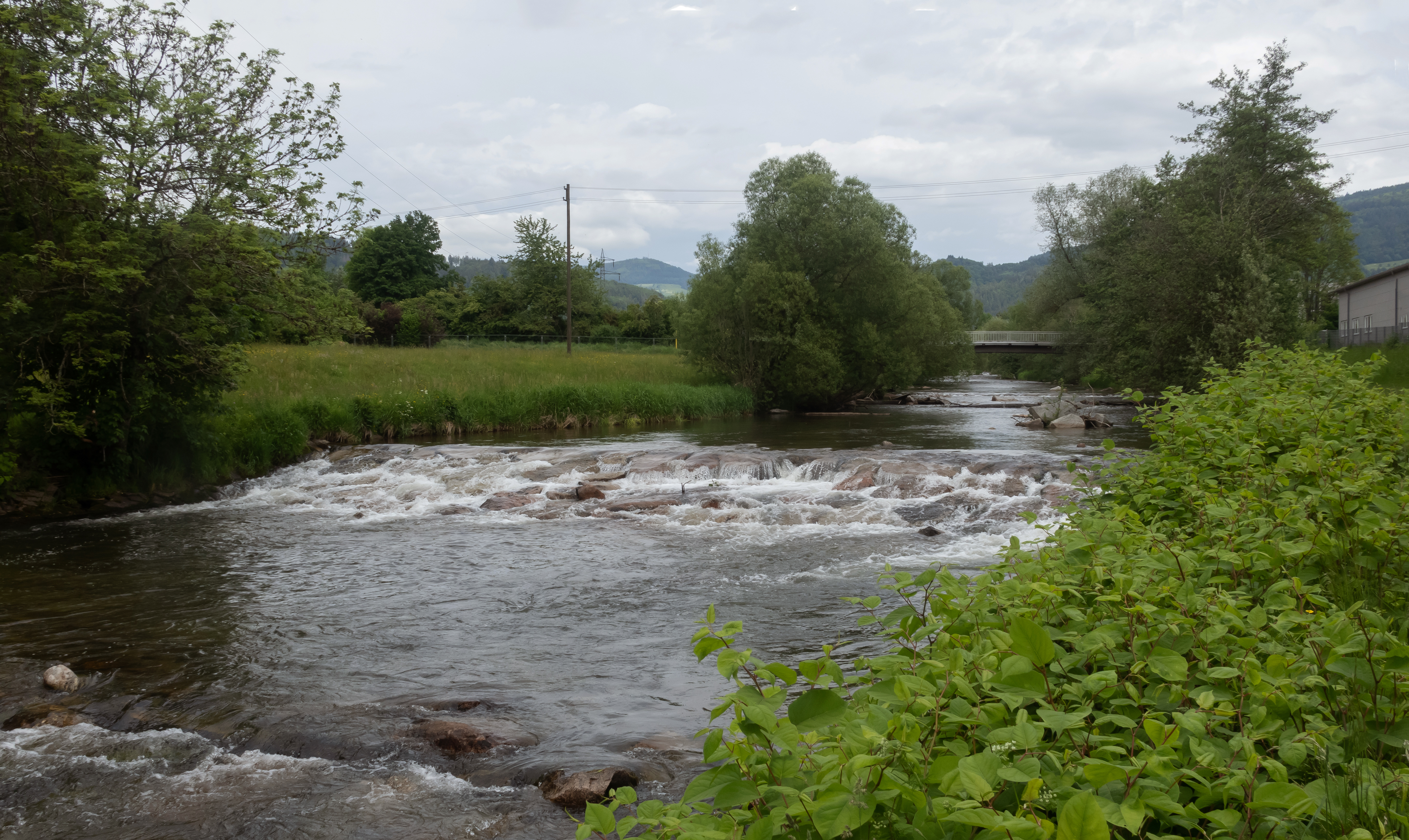
El rio Wiese cerca Schopfheim